# ژرژ پوژولی
ژرژ پوژولی (انگلیسی: Georges Poujouly; ۲۰ ژانویهٔ ۱۹۴۰ – ۲۸ اکتبر ۲۰۰۰) بازیگر اهل فرانسه بود.
از فیلم‌ها یا برنامه‌های تلویزیونی که وی در آن نقش داشته‌است می‌توان به بدکاران، آسانسوری به سوی قتلگاه، بازی‌های ممنوعه و و خداوند زن را آفرید اشاره کرد.

## ١٩۵١
- او در سال ١٩۵١ بازیگری را شروع کرد و در فیلم بازی های ممنوعه را بازی کرد و از آن موقع تا ١٩٩١ سال های هنری خودش را ادامه داد